# Playa de Oro International Airport
Playa de Oro International Airport är en flygplats i Mexiko.   Den ligger i kommunen Manzanillo och delstaten Colima, i den södra delen av landet, 600 km väster om huvudstaden Mexico City. Playa de Oro International Airport ligger 9 meter över havet.
Terrängen runt Playa de Oro International Airport är platt åt nordväst, men åt nordost är den kuperad. Havet är nära Playa de Oro International Airport åt sydväst.  Närmaste större samhälle är Cihuatlán, 10,2 km norr om Playa de Oro International Airport. 